# 尼泊尔桤木
尼泊尔桤木（学名：Alnus nepalensis）为桦木科桤木属的植物。分布于越南、尼泊尔、锡金、不丹、印度、印度尼西亚以及中国大陆的贵州、四川、云南、西藏、广西等地，生长于海拔700米至3,600米的地区，一般生长在河岸阶地、山坡林中及村落中，目前尚未由人工引种栽培。
其种加词“nepalensis”意为“尼泊尔的”。

## 别名
旱冬瓜（云南）